# M103 (танк)
M103 (англ. 120 mm Gun Tank M103), до принятия на вооружение назывался T43 (англ. 120 mm Gun Tank T43) — тяжёлый танк США 1950-х годов. Разработка началась в конце 1940-х годов, первые прототипы появились в 1953—1954 годах. Состоял на вооружении морской пехоты в 1958—1973 годах.

## История создания
После окончания Второй мировой войны американская армия снова утратила интерес к тяжёлым танкам. Вялотекущие работы по Т32 и серии Т29/T30/T34 наглядно показали, что эти машины архаичны и не соответствуют новейшим требованиям. В частности, отмечалось, что они чересчур массивны, имеют недостаточную бронезащиту и проблемы с вооружением.
В декабре 1948 года Детройтский арсенал предложил проект нового тяжёлого танка Т43. Машина была относительно компактной, имела корпус и башню с рациональными углами наклона брони, вооружалась мощной 120-мм пушкой. Она сразу привлекла к себе внимание военных. Интерес особенно усилился после начала Корейской войны (лето 1950 года). Первый экспериментальный танк был построен и передан на испытания летом 1951 года. Не дожидаясь их полного завершения, компания «Крайслер» в 1953—1954 годах выпустила 300 машин. Как выяснилось, промышленники поспешили — военные не были довольны Т43E1, и потребовали внести в его конструкцию ряд изменений.
Только весной 1956 года танк был стандартизирован под обозначением М103 и принят на вооружение. Машины разделили между Армией и Корпусом морской пехоты. Несколько десятков армейских танков перебросили в Европу, танки морской пехоты не покидали территории США. Ни один М103 не участвовал в боевых действиях.

## Конструкция

### Броневой корпус и башня
Корпус и башня танка цельнолитые, компоновка в целом аналогична компоновке танка M48. Башня полусферической формы и со стороны кормы приподнята над крышей корпуса. Люк механика-водителя расположен в средней части крыши отделения управления. Лобовую броню танка было достаточно сложно пробить. Верхняя лобовая деталь имела бронирование 127 мм под углом 60 градусов, но в особо толстых местах лоб имел 200+ мм защиты. Нижняя лобовая деталь — 114 мм под углом в 50 градусов, носовая часть полностью литая, и на стыке верхнего и нижнего броневых листов она достигала 254 мм. Бронирование бортов составляло 44—51 мм при полном отсутствии углов наклона, тогда как в корме у танка имеется 25—38 мм бронезащиты при углах, близких к 90 градусов. Бронирование днища корпуса составляет от 32 до 38 мм. Бронирование крыши корпуса составляет 25 мм.

### Вооружение
Основным вооружением танка является 120-мм орудие M58. Ствол пушки — моноблок с навинтным казёнником, вертикальным клиновым затвором, дульным тормозом и эжекционным устройством. Ствол орудия помещён в люльке обойменного типа. Четыре симметрично расположенных цилиндра противооткатных устройств выполнены за одно целое с люлькой. В каждом цилиндре собраны гидравлический тормоз отката и пружинный накатник.
Пушка не стабилизирована. Механизмы наведения пушки имеют электрогидравлический и ручной приводы. Пульты управления приводами расположены у командира танка и у наводчика. Заряжание пушки ручное, раздельное.
В качестве вспомогательного вооружения на танке установлены дистанционно управляемый 12,7-мм зенитный пулемёт M85 на люке командирской башенки, и 7,62-мм пулемёт M73, спаренный с орудием. Боекомплект составляет 5250 шт. 7,62-мм патронов и 1000 шт. 12,7-мм патронов.
| Боеприпасы пушки M58                                          |                     |                    |                   |                    |                       |                        |
| Тип снаряда                                                   | Марка               | Масса выстрела, кг | Масса снаряда, кг | Масса ВВ, г        | Дульная скорость, м/с | Дальность табличная, м |
| Бронебойные снаряды                                           |                     |                    |                   |                    |                       |                        |
| бронебойный сплошной остроголовый, с баллистическим колпачком | AP-T M358           | 48,61              | 23,03             | —                  | 1067                  | 23 100                 |
| бронебойный кумулятивный, трассирующий                        | HEAT-T M469 Shell   | 23,81              | 14,09             | 2040 Composition B | 1143                  | 23 100                 |
| Осколочно-фугасные снаряды                                    |                     |                    |                   |                    |                       |                        |
| осколочно-фугасный, трассирующий                              | HE-T M356 Shell     | 40,54              | 22,84             | 3550 Composition B | 762                   | 18 200                 |
| Дымовые снаряды                                               |                     |                    |                   |                    |                       |                        |
| Дымовой, трассирующий                                         | WP-T M357 Shell     | 40,54              | 22,84             | ?                  | 762                   | 18 200                 |
| Учебный, трассирующий                                         | TPCBC-T M359E2 Shot | 48,61              | 23,03             | ?                  | 1067                  | 23 100                 |

| Таблица бронепробиваемости для M58 |     |      |
| Снаряд \ Расстояние, м | 914 | 1828 |
| M358 Shot |     |      |
| (угол встречи 30°, гомогенная броня) | 221 | 196  |
| (угол встречи 60°, гомогенная броня) | 124 | 114  |
| M469 Shell |     |      |
| (угол встречи 30°, гомогенная броня) | 330 | 330  |
| (угол встречи 60°, гомогенная броня) | 191 | 191  |
| В разное время и в разных странах использовались различные методики определения бронепробиваемости. Как следствие, прямое сравнение с аналогичными данными других орудий часто оказывается невозможным. |     |      |

Наведение орудия и спаренных пулемётов при стрельбе прямой наводкой осуществляется с помощью стереоскопического горизонтально-базного прицела-дальномера M14, установленного у наводчика, и перископического прицела M20A1 с шестикратным увеличением, а при стрельбе с закрытых позиций — указателя азимута M30 и угломера-квадранта M13.

### Средства наблюдения
Наблюдение из танка осуществляется перископическими приборами: четыре из них смонтированы в командирской башенке, один — у заряжающего и три — у механика-водителя. Для движения ночью механик-водитель пользуется инфракрасным перископом M24, который устанавливается вместо дневного перископического прибора наблюдения.

### Средства связи
Радиостанция (AN/GRS-3 или AN/GRS-7), ТПУ, телефон и радиостанция для связи с авиацией.

### Ходовая часть и подвижность
Ходовая часть в целом аналогична ходовой части танка M48 «Паттон», но отличается количеством опорных и поддерживающих катков. Ходовая часть применительно к одному борту включает по семь опорных и шесть поддерживающих катков. Первые три и последние два опорных катка снабжены амортизаторами. Подвеска — индивидуальная торсионная. Гусеничные ленты шириной 710 мм обеспечивают удельное давление на грунт в пределах 0,91 кг/см².
На танк устанавливался двигатель V-образный 12-ти цилиндровый двигатель «Continental» AV-1790-5B (-7, −7B или −7С) воздушного охлаждения мощностью 810 л. с. при 2800 об./мин. Дополнительный одноцилиндровый двигатель вращал 300-амперный генератор, второй такой же генератор работал от основного двигателя. Максимальная скорость танка составляла 34 км/ч, причём набирал танк скорость очень медленно. Запас хода по шоссе составлял всего 129 км, как и английского собрата — Конкэрора. Гидравлическая трансмиссия «Allison» Cross-Drive CD850-4 (-4A, −4B) обеспечивала две скорости переднего хода и одну — заднего. Тормоза многодисковые, скомпонованные вместе с трансмиссией в единый блок.

## Модификации
- T43E1 — наименование танков, произведённых в 1951—1954 годах.
- M103 — наименование танков после принятия на вооружение, модернизации и стандартизации в 1956 году (боекомплект к орудию составлял 35 снарядов).
- M103A1 (T43E2) — 219 танков, прошедшие модернизацию в 1958—1959 годах. Отличается увеличенным (до 38 выстрелов) боекомплектом и улучшенной системой управления огнём.
- M103A1E1 (M103A2) — 159 танков, прошедшие модернизацию в 1964 году. Отличается установкой дизельного двигателя AVDS-1790 «Continental», соответственно модернизированной силовой передачи, алюминиевых топливных баков повышенной ёмкости и некоторых элементов подвески танка M60. В результате, запас хода танка был увеличен до 480 км, максимальная скорость — до 37 км/ч. Как показала практика максимальную скорость практически невозможно было достичь, однако по пересечённой местности танк быстро набирал скорость в 27 км/ч, и не снижая скорости производил поворот шасси.
- Т110(Е1/Е2/Е3/Е4/Е5) - проекты ПТ-САУ и тяжелого танка на основе М103.

## Машины на базе M103
- M51 — БРЭМ, созданная с использованием компонентов M103.

- T57/T58 — проект установки качающейся башни на корпус M103.

## Оценка проекта
| ТТХ первых основных и последних тяжёлых танков |                                                                |                                                                                  |                                                                               |                                                                               |                                                                                 |                                                                |
|                                                | Т-62                                                           | «Центурион» Mk.12                                                                | M60                                                                           | M103A1                                                                        | Конкэрор                                                                        | Т-10М                                                          |
| Общие данные                                   |                                                                |                                                                                  |                                                                               |                                                                               |                                                                                 |                                                                |
| Экипаж                                         | 4                                                              | 4                                                                                | 4                                                                             | 5                                                                             | 4                                                                               | 4                                                              |
| Боевая масса, т                                | 37,0                                                           | 51,0                                                                             | 46,2                                                                          | 56,6                                                                          | 65,0                                                                            | 50,0                                                           |
| Ширина, м                                      | 3,30                                                           | 3,63                                                                             | 3,63                                                                          | 3,36                                                                          | 3,99                                                                            | 3,51                                                           |
| Высота, м                                      | 2,40                                                           | 2,94                                                                             | 3,26                                                                          | 3,56                                                                          | 3,35                                                                            | 2,59                                                           |
| Приборы ночного видения                        | ПНВ механика-водителя и командира, ночной прицел               | ПНВ механика-водителя и командира, ночной прицел                                 | ПНВ механика-водителя и командира, ночной прицел                              | ПНВ механика-водителя и командира, ночной прицел                              | —                                                                               | ПНВ механика-водителя и командира, ночной прицел               |
| Система защиты от ОМП                          | автоматическая коллективная, с противорадиационным подбоем     | —                                                                                | коллективная                                                                  | коллективная                                                                  | —                                                                               | коллективная                                                   |
| Вооружение                                     |                                                                |                                                                                  |                                                                               |                                                                               |                                                                                 |                                                                |
| Марка пушки                                    | 115-мм 2А20                                                    | 105-мм L7A1                                                                      | 105-мм M68                                                                    | 120-мм M58                                                                    | 120-мм L1                                                                       | 122-мм М-62-Т2                                                 |
| СУО                                            | телескопический ТШ2Б-41 (3,5/7×), двухплоскостной стабилизатор | перископический прицел (8×), пристрелочный пулемёт, двухплоскостной стабилизатор | перископический прицел (8×), оптический дальномер, баллистический вычислитель | перископический прицел (8×), оптический дальномер, баллистический вычислитель | перископический прицел (6×), одноплоскостной стабилизатор, оптический дальномер | телескопический прицел Т2С-29-14, двухплоскостной стабилизатор |
| Боекомплект пушки                              | 40                                                             | 70                                                                               | 57                                                                            | 38                                                                            | 35                                                                              | 30                                                             |
| Пулемёты                                       | 1 × 7,62-мм ПКТ                                                | 1 × 12,7-мм L21, 1 × 7,62-мм M1919A4                                             | 1 × 12,7-мм M2HB, 1 × 7,62-мм M73                                             | 1 × 12,7-мм M2HB, 1 × 7,62-мм M1919A4E1                                       | 2 × 7,62-мм M1919                                                               | 2 × 14,5-мм КПВТ                                               |
| Бронирование, мм                               |                                                                |                                                                                  |                                                                               |                                                                               |                                                                                 |                                                                |
| Верхняя лобовая деталь                         | 102 / 60° (204)                                                | 121 / 57° (222)                                                                  | 93 / 65° (220)                                                                | 127 / 60° (254)                                                               | 130 / 60° (260)                                                                 | 120 / (55°+40°) (270)                                          |
| Нижняя лобовая деталь                          | 100 / 55° (174)                                                | 76 / 46° (109)                                                                   | 85—143 / 55° (148—249)                                                        | 114 / 50° (177)                                                               | 76 / 60° (152)                                                                  | 120 / 50° (186)                                                |
| Лоб башни                                      | (220)                                                          | 200 / 0° (200)                                                                   | 178 / 0° (178)                                                                | 127 / 50° (197)                                                               | 176 / 30° (203)                                                                 | (250)                                                          |
| Борт корпуса                                   | 80 / 0° (80)                                                   | 51 / 12° + 10 (52+10)                                                            | (51…74)                                                                       | 44…51 / 30…40° (51…67)                                                        | 51 / 0° + 6 (51+6)                                                              | 80 / 10…62° (81…170)                                           |
| Борт башни                                     | 165                                                            | 112 / 0…10° (112…114)                                                            | (140)                                                                         | 70…137 / 20…40° (75…179)                                                      | 89 / 0…30° (89…102)                                                             | (200…208)                                                      |
| Подвижность                                    |                                                                |                                                                                  |                                                                               |                                                                               |                                                                                 |                                                                |
| Тип двигателя                                  | V-образный, дизельный, жидкостного охлаждения, 580 л. с.       | V-образный, карбюраторный, жидкостного охлаждения, 650 л. с.                     | V-образный, дизельный, воздушного охлаждения, 750 л. с.                       | V-образный, карбюраторный, воздушного охлаждения, 810 л. с.                   | V-образный, карбюраторный, жидкостного охлаждения, 810 л. с.                    | V-образный, дизельный, жидкостного охлаждения 750 л. с.        |
| Удельная мощность, л. с./т                     | 15,7                                                           | 12,5                                                                             | 16,2                                                                          | 14,3                                                                          | 12,5                                                                            | 15,0                                                           |
| Тип подвески                                   | индивидуальная торсионная                                      | сблокированная попарно пружинная типа Хорстмана                                  | индивидуальная торсионная                                                     | индивидуальная торсионная                                                     | сблокированная попарно пружинная типа Хорстмана                                 | индивидуальная торсионная                                      |
| Максимальная скорость по шоссе, км/ч           | 50                                                             | 35                                                                               | 48                                                                            | 34                                                                            | 34                                                                              | 50                                                             |
| Запас хода по шоссе, км                        | 450                                                            | 190                                                                              | 480                                                                           | 129                                                                           | 150                                                                             | 350                                                            |
| Удельное давление на грунт, кг/см²             | 0,75                                                           | н/д                                                                              | 0,77                                                                          | 0,9                                                                           | 0,84                                                                            | 0,77                                                           |

## М103 в моделях
- В настоящее время доступны модели этого танка от болгарской компании «ОКБ Григоров» в масштабе 1:72. Они делают как прототипы, так и серийные М103, М103А1 и М103А2.
- В масштабах 1:35 и 1:72 модель M103A1 производится китайской компанией Dragon.

## M103 в игровой индустрии
- M103 представлен в MMO World of Tanks, War Thunder, War Thunder Mobile и «World of Tanks Blitz», где является предпоследней машиной ветки тяжёлых танков США.
- В игре Codename: Panzers – Cold War, встречается на стороне США.
- В игре Men of War: Assault Squad 2 - Cold War , встречается на стороне США в противовес советскому Т-10.
- Танк M103 представлен в многопользовательском, танковом, аркадном шутере Tanktastic, выпущенном для платформ Android и IOS.

### Сноски
1. ↑  По командирскому перископу
2. ↑  На всех танках, на которых они есть — активные инфракрасные
3. ↑  В скобках указана приведённая толщина брони
4. 1 2 3 4 5  Литая броневая деталь сложной формы; указана эквивалентная толщина
5. ↑  10-мм стальной противокумулятивный экран
6. ↑  6-мм стальной противокумулятивный экран